# 12501 Nord
12501 Nord este un asteroid din centura principală de asteroizi.

## Descriere
12501 Nord este un asteroid din centura principală de asteroizi. A fost descoperit pe 20 martie 1998 la Socorro, New Mexico, în cadrul proiectului LINEAR. El prezintă o orbită caracterizată de o semiaxă mare de 2,33 ua, o excentricitate de 0,20 și o înclinație de 0,8° în raport cu ecliptica.